# Wilfried Dietrich
Wilfried Dietrich (Renania-Palatinado, Alemania, 14 de octubre de 1933-3 de junio de 1992) fue un deportista alemán especialista en lucha grecorromana donde llegó a ser campeón olímpico en Roma 1960.

## Carrera deportiva

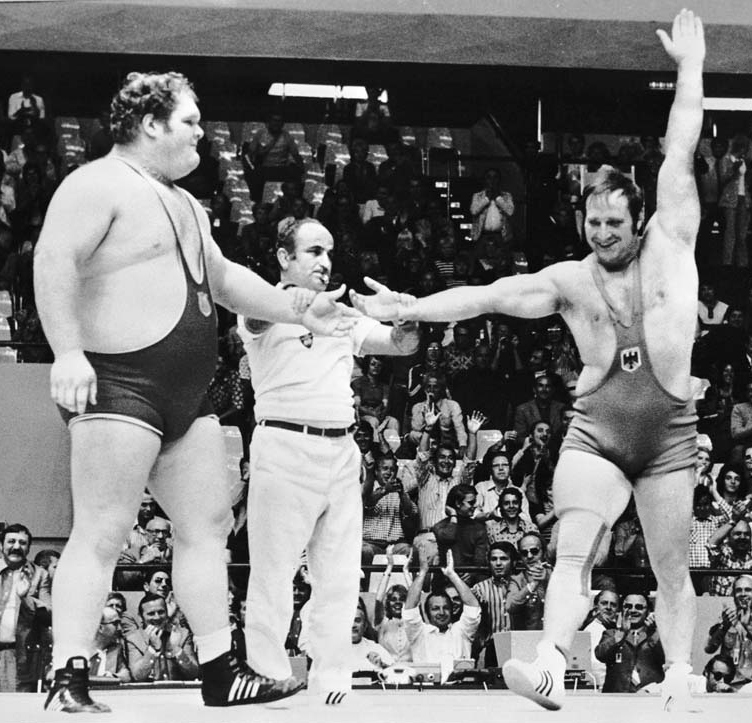
Dietrich (derecha), 1972

En los Juegos Olímpicos de 1956 celebrados en Melbourne ganó la medalla de plata en lucha grecorromana estilo peso pesado, tras el luchador soviético Anatoli Parfenov (oro) y por delante del italiano Adelmo Bulgarelli (bronce). Cuatro años después, en las Olimpiadas de Roma 1960 ganó la medalla de oro en la misma modalidad. Y en las de Tokio 1964 ganó el bronce de nuevo en peso pesado. Y en las de México 1968 ganó el bronce en la misma categoría.